# Аглахтаг
Аглахтаг — упразднённая в 2001 году деревня в Боградском районе Республики Хакасия Российской Федерации. Входила в состав Советско-Хакасского сельсовета.

## География
Располагалось на склонах горного массива Оглахты, на берегу Енисея (Красноярского водохранилища).

## История
В 1932 году на базе населённых пунктов Аглахтаг, улус Какашкин, улус Копкоев, улус Кандалов был образован совхоз «Советская Хакасия», центральная усадьба которого — современное село Советская Хакасия — находилась на берегу Енисея на месте улуса Какашкин, а в 1968 году было перенесено из зоны затопления Красноярского водохранилища западнее на 5 км.
Упразднена деревня в 2001 году.

## Инфраструктура
Было развито сельское хозяйство. В 1932 году образована ферма Оглахты совхоза «Советская Хакасия», созданного путём разукрупнения Бородинского госплемзавода.

## Транспорт
Водный транспорт. Просёлочные дороги.